# Ernest Bourbon
Ernest Bourbon (23 de octubre de 1886 – 19 de noviembre de 1954) fue un actor cinematográfico de nacionalidad francesa, activo en la época del cine mudo.

## Biografía
Nacido en Vierzon, Francia, debutó en el cine en 1911 bajo la dirección de Jean Durand, destacando sus películas protagonizadas por los personajes Calino y Zigoto. En 1912 el director le ofreció el papel de Onésime, que le llevó a la fama. Bourbon se centró en dicho personaje, hasta el punto de dirigir la última de sus películas, tras abandonar Durand la serie. 
Ernest Bourbon dio por finalizada su carrera en el cine en 1918. Falleció en París, Francia, en 1954.

## Selección de su filmografía
Todos los filmes son dirigidos por Jean Durand, salvo mención contraria.
| - 1910 : Le Rembrandt de la rue Lepic - 1911 : Calino veut être cow-boy - 1911 : Zigoto et l'Affaire du collier - 1911 : Le Rôle d'un œuf - 1911 : Calino fait l'omelette - 1912 : Calino courtier en paratonnerre - 1912 : Zigoto plombier d'occasion - 1912 : Oxford contre Martigues - 1912 : Le Cadeau d'Onésime - 1912 : Onésime a un duel à l'américaine - 1912 : Le Railway de la mort - 1912 : Onésime aux enfers - 1912 : Erreur tragique, de Louis Feuillade - 1912 : Onésime horloger - 1912 : La Prison sur le gouffre, de Louis Feuillade - 1912 : Onésime contre Onésime - 1912 : Onésime employé des postes - 1912 : Onésime est trop timide - 1912 : Onésime et la grève des mineurs - 1912 : Onésime et la toilette de Mademoiselle Badinois - 1912 : Onésime et le chien bienfaisant - 1912 : La Calomnie punie - 1912 : Le Cheval vertueux - 1912 : Onésime et l'éléphant détective - 1912 : Onésime et le nourrisson de la nourrice indigne - 1912 : Onésime et le physicien - 1912 : Onésime et l'étudiante - 1912 : La Course à l'amour - 1912 : Onésime garçon costumier - 1912 : Onésime gentleman détective - 1912 : Onésime, l'amour vous appelle - 1913 : Onésime aime les bêtes - 1913 : Onésime aime trop sa belle-mère - 1913 : Onésime et son collègue | - 1913 : Onésime et la symphonie inachevée - 1913 : Onésime se marie, Calino aussi - 1913 : Onésime et son âne - 1913 : Onésime et le cœur du tzigane - 1913 : Onésime champion de boxe - 1913 : Onésime et l'héritage de Calino - 1913 : Onésime dresseur d'hommes et de chevaux - 1913 : Onésime en bonne fortune - 1913 : Onésime et l'œuvre d'art - 1913 : Onésime sourcier - 1913 : Onésime et le pas de l'ours - 1913 : Onésime sur le sentier de la guerre - 1913 : La Disparition d'Onésime - 1913 : Le Mal d'Onésime - 1913 : Onésime et l'affaire du Tocquard-Palace - 1913 : Onésime débute au théâtre - 1913 : Onésime, tu l'épouseras quand même - 1913 : Le Noël d'Onésime - 1913 : Onésime et la panthère de Calino - 1913 : Léonce cinématographiste, de Léonce Perret - 1913 : Une triste aventure d'Onésime - 1914 : Onésime en promenade - 1914 : Onésime et le Dromadaire - 1914 : Onésime et le Drame de famille - 1914 : Onésime gardien du foyer - 1914 : Onésime, si j'étais roi - 1914 : Onésime et le Clubman - 1914 : Onésime et le Pélican - 1914 : Son Excellence, de Léonce Perret - 1914 : Onésime et le Lâche anonyme - 1914 : Le Vœu d'Onésime |